# Pływalnia

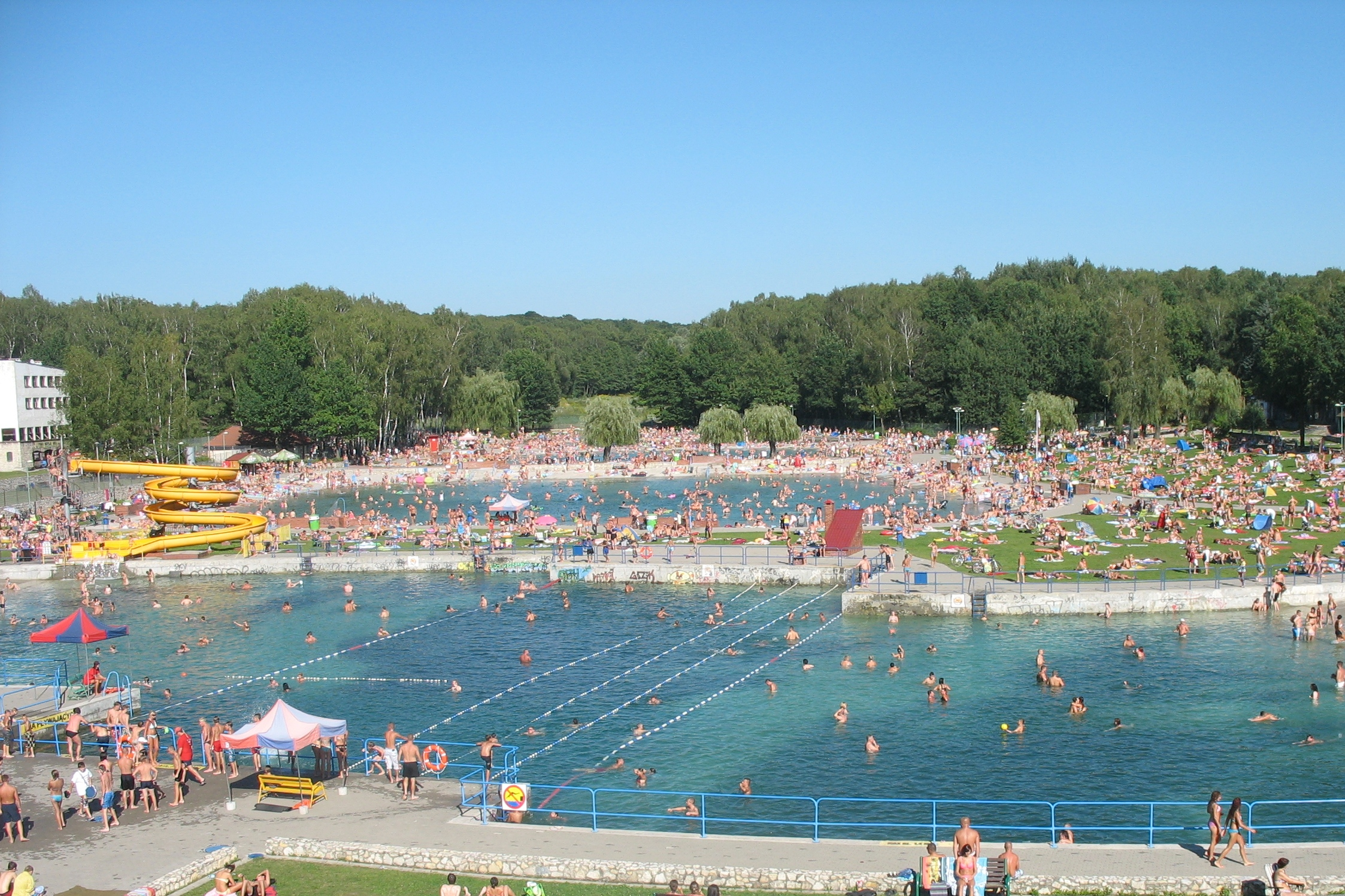
Pływalnia odkryta wyposażona w kilka betonowych niecek rekreacyjnych o różnej głębokości.

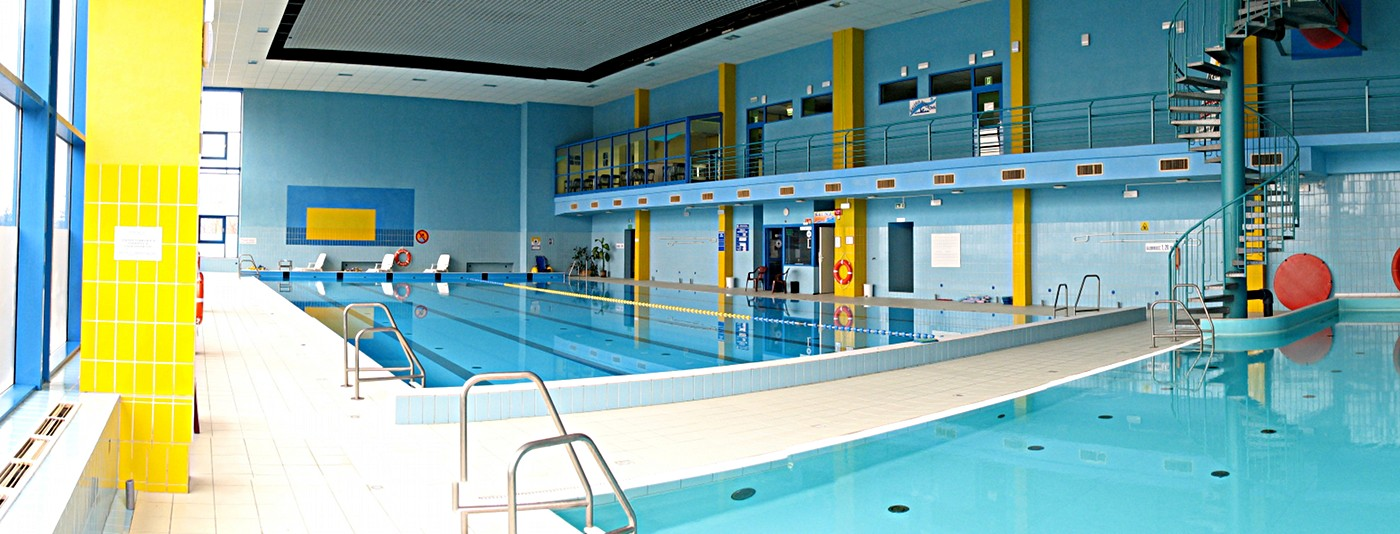
Kryta pływalnia rekreacyjna wyposażona w nieckę sportową niespełniającą przepisów FINA (sześć torów o szerokości 2 m) i brodzik dla dzieci pełniący dodatkowo role niecki hamownej zjeżdżalni.

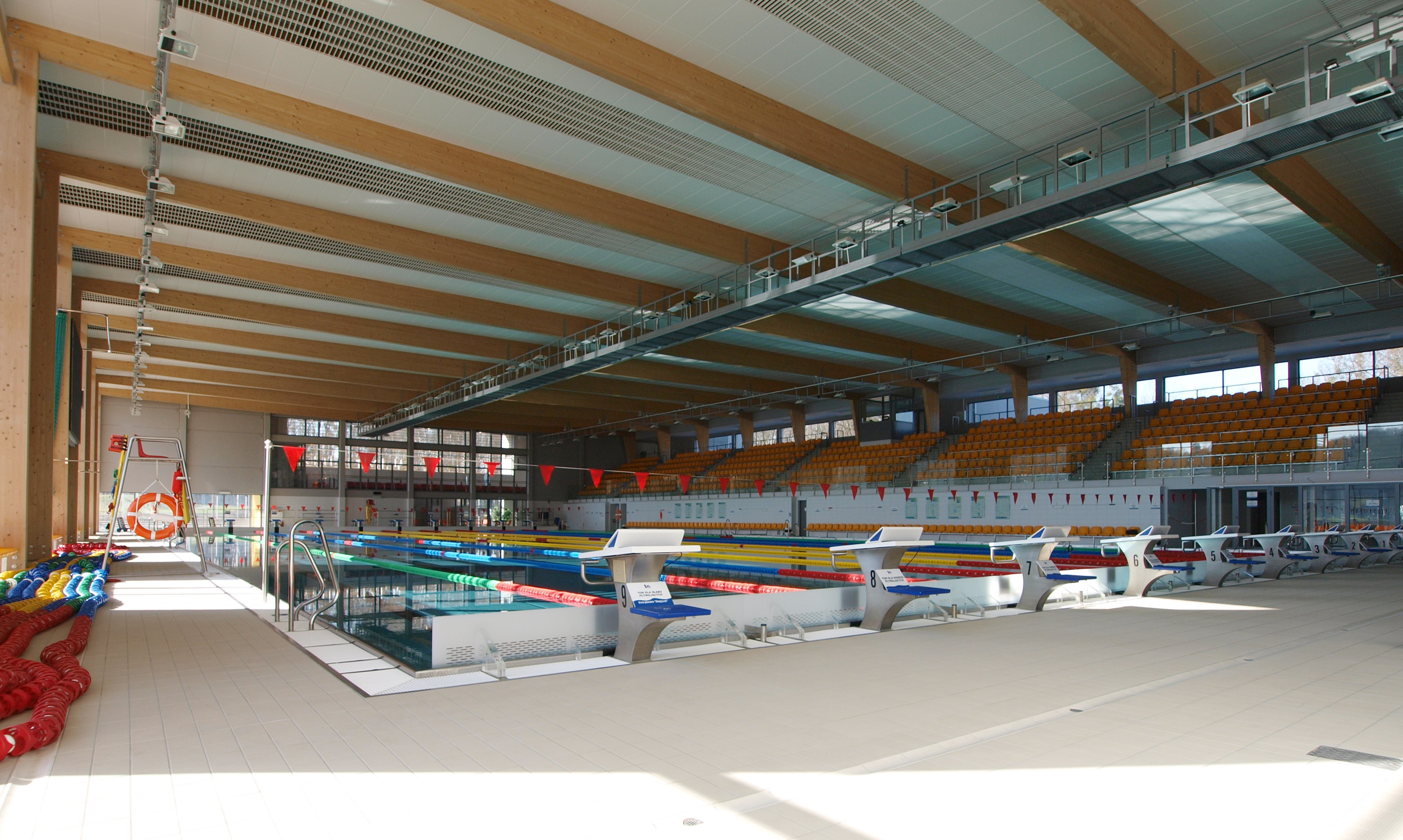
Kryta pływalnia sportowa wyposażona w nieckę o wymiarach olimpijskich spełniającą przepisy FINA (dziesięć torów o szerokości 2,5 m).

Pływalnia – kryty lub odkryty obiekt wyposażony w przynajmniej jedną nieckę basenową (basen pływacki) z trwałym brzegiem i dnem, z systemem uzdatniania wody, oraz zaplecze sanitarne, szatnie i natryski. Pływalnie można podzielić na obiekty kryte (wyposażone w halę basenową) i odkryte.
Ze względu na rodzaj niecki, pływalnie można podzielić na:
- pływalnie sportowe – z prostokątnymi basenami podzielonymi na odrębne tory (pomiędzy którymi mogą znajdować się liny torowe). Zgodnie z aktualnymi przepisami FINA powinny mieć długość 25 metrów oraz 8 torów o szerokości 2,5 m lub 50 m i 10 torów o szerokości 2,5 m (tzw. basen olimpijski)[2], ale spotykane są także inne wymiary (pływalnie zbudowane zgodnie z przepisami FINA z wcześniejszych lat, ewentualnie pływalnie na których nie przewiduje się rozgrywania oficjalnych zawodów).
- pływalnie rekreacyjne – pływalnie przeznaczone do pływania rekreacyjnego oraz zabawy w wodzie, wyposażone często w niecki o nieregularnym kształcie i dodatkowe atrakcje basenowe takie jak np. zjeżdżalnie wodne, a także wyodrębnione brodziki dla dzieci, czyli płytkie baseny dla najmłodszych o głębokości do 40 cm.
- park wodny (aquapark) – kompleksy basenów sportowych i rekreacyjnych z atrakcjami do zabawy dla dzieci i rodziców, dodatkowo wyposażone w saunaria, obiekty gastronomiczne i handlowe.

Dodatkowo na pływalniach znajdować mogą się:
- baseny termalne – baseny wypełnione gorącą wodą, wydobywaną ze źródeł podziemnych
- baseny solankowe – basen wypełniony słoną wodą
- niecki z hydromasażem – wyposażone w dysze do masażu wodnego i powietrznego
- niecki specjalne – na przykład niecki o dużej głębokości przeznaczone do nurkowania.

Na basenach pływackich obowiązuje kostium kąpielowy oraz często na basenach sportowych czepek pływacki.
Na basenach odbywają się różnego rodzaju zajęcia sportowe i konkursy:
- aqua aerobik
- nauka pływania
- rozgrywania sportowych konkurencji pływackich
- rozgrywania sportowych konkurencji skoków do wody
- uprawiania piłki wodnej.

Na niektórych największych krytych basenach pływackich wyposażonych w dodatkowy osprzęt do wytwarzania „sztucznego wiatru” rozgrywane są również niektóre z konkurencji żeglarskich czy zawody windsurfingowe.
Baseny pływackie często wchodzą w skład kompleksów rekreacyjnych i parków wodnych.
W skład kompleksu często ponadto wchodzą:
- basen do nauki pływania
- brodzik dla dzieci
- jacuzzi
- sauny, siłownie
- rwąca rzeka
- zjeżdżalnie (często multimedialne – z efektami świetlnymi i akustycznymi)
- spa.